# José Roberto Bedran
José Roberto Bedran é Desembargador do Tribunal de Justiça de São Paulo. Foi eleito presidente do TJSP no início de 2011, cargo que exerceu até o fim do mesmo ano.
Bacharel em Direito pela Faculdade de Direito da Universidade de São Paulo.